# Och det vart ljus
Och det vart ljus (franska: Et la lumière fut) är en fransk-italiensk-tysk dramafilm från 1989 i regi av Otar Iosseliani.

## Utmärkelser
Filmen vann Juryns stora pris vid Filmfestivalen i Venedig 1989.

## Roller (urval)
- Sigalon Sagna – Badinia
- Saly Badji – Okonoro
- Binta Cissé – Mzézvé
- Marie-Christine Dième – Lazra
- Fatou Seydi – Kotoko